# Phaeoura atrescens
Phaeoura atrescens là một loài bướm đêm trong họ Geometridae.